# Jefferson Township (comté de Cole, Missouri)
Jefferson Township est un ancien township  du comté de Cole dans le Missouri, aux États-Unis,. 
Il est baptisé en référence à la ville Jefferson City.

## Source de la traduction
- (en) Cet article est partiellement ou en totalité issu de l’article de Wikipédia en anglais intitulé « Jefferson Township, Cole County, Missouri » (voir la liste des auteurs).